# 게르만족
게르만족(독일어: Germanen, 영어: Germanic peoples)은 그리스 로마 문화권 저자들에게 최초로 언급된 북유럽 민족 집단들의 한 분류이다. 이들에게서 발생하고 분화되었으며, 게르만 민족성을 정의하는 데 사용되는 몇 가지 기준 중의 하나인 게르만어파와도 관련이 있다.
게르만족(Germani)과 독일인(Deutsche) 단어 사용간의 혼동이 있으며, 게르만족은 그리스 로마 문화권 집단들에 관찰된 폭 넓은 인종 분류 (예시: 인디언, 아시아인 등)이며, 독일인은 현대적 의미의 독일인 및 독일어를 포함한 오늘날 독일 지역 거주민을 의미한다. 영어권에서는 이러한 혼동을 피하기 위해 German과 구분되게 전자에는 Germanic peoples 및 Germani라는 용어를 사용한다.
율리우스 카이사르 (기원전 100–44년)를 시작으로, 일부 로마 제국 시대의 저술가들은 게르만족의 본거지, 즉 게르마니아를 라인강 하류 (서쪽)와 비스와강 (동쪽) 사이에 대략적인 지점에 배치시켰고, 또한 게르만족을 특히 게르만족의 남서쪽에 위치한 켈트족계 갈리아인들 및 게르만족의 동쪽과 남동쪽에 있는 이란계 사르마티아인들 등 로마인들에게 좀 더 잘 알려진 넒은 민족 분류들과는 구분하였다. 반면에 그리스 저술가들은 라인강 동쪽의 게르만족들을 갈리아인들로 분류하였다. 라인강 인근에 있던 몇몇 집단을 제외하며, 게르만족들이 자기자신들이나 자신들의 땅을 '게르만'이라 칭했다는 증거가 없다. 라틴 및 그리스 저술가들이 라인강 및 도나우강 등의 국경 지역들에 있는 게르만족들과의 수 세기간 역사적 교류들에 대해 기록을 남겼지만, 대략 400년 무렵부터 도나우 중부 지역에 오랜 기간 성립된 게르만족들이 유럽 대륙의 더욱 북쪽과 동쪽에서 이주해온 새로운 주민들에게 사라졌다. 고대 후기의 게르만족에 대한 민족 서술은 주로 라인강에 있던 게르만족들에 한정되었고, 따라서 특히나 프랑크족, 가끔식은 알레만족들에 적용되었다.
게르만족에 대한 일반적인 현대적 정의는 활동하던 시기에 게르만족이라 알려지지 않았지만, 주로 게르만어파 언어 사용으로 인하여 하나의 문화 집단으로 취급되는 이들을 포함한다. 그러므로 오늘날 서술에 있어서 '게르만족'은 당대에 게르만족으로 나타내지는 않았지만, 현대에 게르만어파로만 분류된 뚜렷한 언어를 사용했던 민족을 흔히 포함하는 용어이다. 이에 대한 예시로는 로마 시대의 고트족과, 노르드어를 구사한 스칸디나비아의 바이킹들이 있다.
최초로 알려진 고전 고대 시기의 게르만족들의 언어들은 파편적인 증거만이 남아 있다. 현존하는 최초의 게르만어 장편 문서들은 게르마니아 밖에서 고트어로 오늘날 우크라이나 지역에서 쓰였다. 영어, 네덜란드어, 북유럽어군, 독일어 등 주요 현대의 언어들로 대표되는 게르만어파 어군들은 오늘날 유럽에 널리 퍼져있고, 전 세계적으로 확산되었다. 한때 오늘날 폴란드와 우크라이나에서 발견되던 게르만어파의 갈래인 동게르만어군은 사멸되었다.
언어와 지리적인 면 등을 제외한, 고대와 중세 사료들, 고고학, 언어학 등에서 묘사된 다양한 게르만족들 간에 제시된 연관성들은 학자들 사이에서 지속적인 논란의 대상이다:
- 하나는 로마 시대 말의 게르만족들이 문화, 집단의식, 심지어는 언어 등을 공유한 어느 단일한 독특한 것으로 묶인 무언가로서 취급받아하는지에 대한 회의이다. 예시로, 게르만어파 화자들의 경우에서 로마 말기의 엣 사건들을 묘사하는 일부 역사가들의 경향은 다른 학자들에게 비판을 받는데, 게르만족들이 하나의 공동으로 작용하는 집단이라는 면을 암시하기 때문이었다. 월터 고퍼트는 역사가들이라면 이 시대를 논할 때 게르만족이라는 용어를 피해야 한다고 주장하기까지도 한다.[3]
- 나머지 하나는 언어 그리고 심지어는 작은 규모의 부족적 전통 등을 제외한다면, 특별한 게르만족적 전통이라는 것들이 서로마 제국 붕괴 후에 새로운 정치 개체들이 유럽에서 형성된 때인 로마 시대 이후에 얼마나 남아 있는가에 대한 관련 논쟁이다. 이 새로운 개체들의 일부는 잉글랜드와 프랑스같이 근대에 존재했던 유럽의 국민 국가들의 전신으로 여겨졌고, 그렇게 중세 및 고전기의 야만인 국가들로 거슬러 올라가 제시된 연관성들은 근대 유럽에서 널리 발달했던 많은 낭만주의적 민족주의 운동들에 있어 중요했다.[4] 이에 대표적 예시가 특히 독일인들을 유럽을 정복한 단일한 '게르만 인종'과 문화의 직계 후손으로 본 독일주의였다. 이 개념은 19세기 말과 20세기 초에 인기 있는 이야기가 되어, 북유럽 인종이라는 개념과 연관지어졌고, 나치즘에 영감을 미치는 데 도움을 주었다.[5] 이와는 대조적으로 오늘날에는 라인하르트 벤스쿠스가 제시하는 것들 같은 지속성에 관한 좀 더 복잡한 주장들은 좀 더 한정적인 문화적 전통의 '핵심들'에 목표를 맞추는 경향이 있으며, 이 핵심들은 상대적으로 작은 집단에서 전해지거나 대규모의 이주 같은 것이 없이 전해질 수 있는 것들이다.[6]

21세기에 들어서, 유전자 연구들은 고대와 현대의 DNA를 이용하여 혈통에 대한 의문점을 좀 더 체계적으로 살펴보기 시작하였다. 그럼에도 현대 게르만어파, 민족성, 유전적 유산 간의 연관성은 많은 학자들에게 단순하거나 논쟁의 여지가 없을 것 같지 않다고 생각된다. 대표적으로 가이 할살은 "거의 다뤄지지 않는 (기껏해야 순전히 ‘관념적인’ 결점으로 치부되는)그 위험성은 민족성을 생물학으로, 결국엔 '민족 국가'의 근간을 둔 19세기에 인종 개념과 유사한 무언가로 전락시킨다."라고 하였다.

## 역사

### 기원
북유럽 청동기 시대의 고고학적, 언어학적 증거에 따르면 스칸디나비아 남부 지역에서 오늘날의 슐레스비히홀슈타인주까지의 영역에 거주하던 여러 게르만 민족들 사이에 공통적인 물질문화가 존재했음을 알 수 있다. 함부르크 남쪽 베센슈테트(Wessenstedt) 근처의 철기시대 유물들도 이러한 문화의 흔적을 보여준다. 스칸디나비아에서 기원전 850년에서 760년 사이에 있었던 기후변화와 기원전 650년에 있었던 급격한 기후변화는 이들이 독일 북동부 발트해 연안과 비스와강 유역으로 이주하는 계기가 되었다. 또한 인구가 증가함에 따라 경지가 고갈되어 이들은 남서쪽 방향의 해안가 범람원으로 이동하여 정착했다.

### 초기 로마 제국
아우구스투스는 게르마니아 지역에 대한 원정을 계획했으나 그의 전쟁과정은 갈리아 전쟁 때보다 더 길었다. 그만큼 세금이 많이 지출되어 전쟁의 종료를 기념할 성대한 개선식을 수십 년이 흘러도 못하였다. 따라서 내부에서는 갈리아 전쟁 때와 비교되어 많은 비판이 제기되었다. 한편, 외부에서는 9년에 게르만족 출신으로서 로마군에 복무하며 로마에 대한 전반적인 지식, 특히 군사적인 지식을 쌓아두었던 아르미니우스가 무능하고 군사적 재능마저도 없던 바루스의 점령군을 토이토부르크 숲으로 유인해 대패시켰다. 이후에도 게르만 탈환은 계속되었지만 아우구스투스는 자신의 치세말년, 골치아픈 게르만으로 인해 라인강, 도나우강과 주요 방어 거점을 중심으로 국경정책을 짓고 긴 리메스와 방어군을 배치하면서 방어적인 태도로 변모했다. 그 이후에도 이런 정책에서 벗어나 전쟁이 계속되었으나 게르마니쿠스와 같은 명장들이 죽는 악재가 겹쳤다. 결국 게르만족의 대이동으로 오히려 로마는 정복당한다.

### 로마 제국과의 갈등
기원후 2세기, 마르코만니족, 콰디족 같은 게르만 민족이 도나우강 유역의 로마 국경 지대로 이주하면서 이윽고 마르코만니 전쟁이 발발했다.
3세기, 49년 동안 18명의 황제가 즉위하며 로마 제국의 내정이 불안정하던 시기에 제국 안으로 넘어오는 사람들의 수가 증가했다.

## 주요 게르만 부족
- 고트족 - 나중에 서고트족과 동고트족으로 분화, 고틀란드
- 노르드족
- 반달족
- 부르군트족
- 알라마니족
- 앵글족
- 유트족(독어: Jüten. 영어: Jutes)
- 튜튼족
- 프랑크족
- 색슨족
- 프리센족
- 수에비족
- 암브로네스족(독어: Ambronen. 영어: Ambrones)
- 바바리아족(독어: Bayern. 영어: Bavarii)
- 바타비아족(독어: Bataver. 영어: Batavi)

## 같이 보기
- 게르만어파
- 범게르만주의
- 대독일주의와 소독일주의
- 독일의 내셔널리즘
- 범스칸디나비아주의
- 게르마니아
- 대게르만제국
- 레벤스라움